# Vigna benuensis
Espèce
Vigna benuensis est une espèce de plantes à fleurs de la famille des Fabaceae et du genre Vigna, endémique du Cameroun.

## Étymologie
Son épithète spécifique benuensis fait référence à la Bénoué, une rivière qui prend sa source dans le massif de l'Adamaoua, au nord du Cameroun.

## Distribution
L'holotype a été découvert en 1985 par Rémy S. Pasquet (es), entre Garoua et Poli, un peu au nord de Mayo Boki (région du Nord).

## Description
La tige principale de cette herbe annuelle atteint 40 cm de hauteur, mais les rameaux prostrés peuvent mesurer 3 m de longueur.